# Takashi Yamamoto
Takashi Yamamoto (山本 貴司 ?, Yamamoto Takashi; Osaka, 23 luglio 1978) è un ex nuotatore giapponese.
Specializzato nella farfalla, ha partecipato a tre edizioni olimpiche: Atlanta 1996, Sydney 2000 e Atene 2004, vincendo in quest'ultima edizione una medaglia d'argento nei 200 m farfalla e un bronzo nella staffetta 4x100 m misti.

## Palmarès
- Olimpiadi

Atene 2004: argento nei 200m farfalla e bronzo nella 4x100m misti.
- Mondiali

Barcellona 2003: argento nei 200m farfalla e bronzo nella 4x100m misti.
Melbourne 2007: argento nella 4x100m misti.
- Mondiali in vasca corta

Hong Kong 1999: argento nei 200m farfalla
- Giochi PanPacifici

Atlanta 1995: bronzo nella 4x100m misti.
Sydney 1999: argento nei 200m farfalla, bronzo nei 100m farfalla e nella 4x100m misti.
Yokohama 2002: bronzo nei 200m farfalla.
Victoria 2006: bronzo nei 100m farfalla.
- Giochi Asiatici

Bangkok 1998: oro nei 100m farfalla e nei 200m farfalla.
Busan 2002: oro nei 100m farfalla e nella 4x100m misti e argento nei 200m farfalla.
Doha 2006: oro nei 100m farfalla e nella 4x100m misti.